# Chích chòe nước gáy hạt dẻ
Chích chòe nước gáy hạt dẻ, tên khoa học Enicurus ruficapillus, là một loài chim trong họ Muscicapidae. Chúng được tìm thấy ở Brunei, Indonesia, Malaysia, Myanmar, và Thái Lan.